# Kuloi
Kuloi (russisch Кулой) ist eine Siedlung städtischen Typs in Nordwestrussland. Sie gehört zur Oblast Archangelsk und hat 5946 Einwohner (Stand 14. Oktober 2010).

## Geographie
Kuloi liegt einige Kilometer nordöstlich des gleichnamigen rechten Nebenflusses der Waga, Kuloi, nicht zu verwechseln mit einem weiteren gleichnamigen, in den Mesenbusen des Weißen Meeres mündenden Fluss.
Die Siedlung gehört zum Welski rajon und liegt etwa 24 Kilometer östlich von dessen Verwaltungszentrum Welsk.

## Geschichte
Die Siedlung entstand in den 1940er Jahren im Zusammenhang mit dem Eisenbahnbau und erhielt 1945 den Status einer Siedlung städtischen Typs.

### Einwohnerentwicklung
Die folgende Übersicht zeigt die Entwicklung der Einwohnerzahlen von Kuloi.
| Jahr | Einwohner |
| ---- | --------- |
| 1959 | 10.279    |
| 1970 | 9.100     |
| 1979 | 8.441     |
| 1989 | 8.934     |
| 2002 | 6.817     |
| 2010 | 5.946     |

Anmerkung: Volkszählungsdaten

## Infrastruktur
Der Ort liegt an der während des Zweiten Weltkriegs erbauten Eisenbahnstrecke Konoscha–Kotlas–Workuta (Petschora-Eisenbahn, Streckenkilometer 845 ab Moskau, 139 ab Konoscha). Außerdem ist sie Station der Strecke Jaroslawl–Wologda–Archangelsk, der Nordeisenbahn.